# HK Ogre
Der HK Ogre (bis 2009 ASK/Ogre) ist ein 2003 gegründeter Eishockeyclub der Stadt Ogre in Lettland, der bis 2011 in der lettischen Eishockeyliga spielte. Die Heimspiele der Vereinsmannschaften wurden in der Vidzemes ledus halle ausgetragen, die 1.880 Zuschauern Platz bietet.

## Geschichte
Der Armeesportklub wurde 2003 als ASK/Ogre gegründet und nahm fortan an der lettischen Eishockeyliga teil. Zusätzlich gehörte der Klub in der Spielzeit 2003/04 der East European Hockey League und belegte den neunten Platz.
In der Spielzeit 2008/09 nahm der Club zudem an der offenen belarussischen Meisterschaft teil und belegte den 12. Platz. Im Sommer 2009 beendeten die lettischen Streitkräfte ihr Sponsoring des Clubs und dieser stand kurz vor der Insolvenz. Seither heißt er HK Ogre. Nach der Spielzeit 2010/11, die der Klub als Neunter und Letzter beendete, zog er sich vom Spielbetrieb der lettischen Eishockeyliga zurück.

## Erfolge
Die Mannschaft wurde in den Saisons 2004, 2005, 2007, 2008 und 2009 Vizemeister der lettischen Liga.

## Platzierungen

### Lettische Eishockeyliga
- 2003/04 – 2. Platz
- 2004/05 – 2. Platz
- 2005/06 – 4. Platz
- 2006/07 – 2. Platz
- 2007/08 – 2. Platz
- 2008/09 – 2. Platz
- 2009/10 – 6. Platz
- 2010/11 – 9. Platz

### Belarussische Extraliga
- 2008/09 – 12. Platz

### Lettischer Pokal
- 2007 – Halbfinale
- 2008 – 4. Platz

### East European Hockey League
- 2003/04 – 9. Platz